# Lorenzo Milani (calciatore)
Lorenzo Milani (Livorno, 22 maggio 2001) è un calciatore italiano, difensore dell'Heracles Almelo.

## Carriera
Milani è cresciuto nel settore giovanile del Grosseto, con cui ha debuttato in Serie D nel corso della stagione 2019-2020. Successivamente è passato al Pontedera, dove ha trascorso due stagioni da titolare in Serie C, prima di passare al Pescara nel 2022, giocando altre due stagioni in Serie C.
Nel giugno del 2024 ha lasciato l'Italia per firmare un contratto con l'Heracles Almelo, club della prima divisione olandese.

## Statistiche

### Presenze e reti nei club
Statistiche aggiornate al 7 dicembre 2024.
| Stagione         | Squadra          | Campionato       | Campionato | Campionato | Coppe nazionali | Coppe nazionali | Coppe nazionali | Coppe continentali | Coppe continentali | Coppe continentali | Altre coppe | Altre coppe | Altre coppe | Totale | Totale | Totale |
| Stagione         | Squadra          | Comp             | Pres       | Reti       | Comp            | Pres            | Reti            | Comp               | Pres               | Reti               | Comp        | Pres        | Reti        | Pres   | Reti   |        |
| ---------------- | ---------------- | ---------------- | ---------- | ---------- | --------------- | --------------- | --------------- | ------------------ | ------------------ | ------------------ | ----------- | ----------- | ----------- | ------ | ------ | ------ |
| 2019-2020        | Grosseto         | D                | 24         | 0          | CI-D            | 2               | 0               | -                  | -                  | -                  | -           | -           | -           | 26     | 0      |        |
| 2020-2021        | Pontedera        | C                | 33+1       | 2          | CI              | 1               | 0               | -                  | -                  | -                  | -           | -           | -           | 35     | 2      |        |
| 2021-2022        | Pontedera        | C                | 35         | 4          | CI+CI-C         | 0+1             | 0               | -                  | -                  | -                  | -           | -           | -           | 36     | 4      |        |
| Totale Pontedera | Totale Pontedera | Totale Pontedera | 68+1       | 6          |                 | 2               | 0               |                    | -                  | -                  |             | -           | -           | 71     | 6      |        |
| 2022-2023        | Pescara          | C                | 31+4       | 1          | CI+CI-C         | 0+1             | 0               | -                  | -                  | -                  | -           | -           | -           | 36     | 1      |        |
| 2023-2024        | Pescara          | C                | 29+2       | 3          | CI+CI-C         | 1+3             | 0               | -                  | -                  | -                  | -           | -           | -           | 35     | 3      |        |
| Totale Pescara   | Totale Pescara   | Totale Pescara   | 60+6       | 4          |                 | 5               | 0               |                    | -                  | -                  |             | -           | -           | 71     | 4      |        |
| 2024-2025        | Heracles Almelo  | ED               | 4          | 0          | CO              | 0               | 0               | -                  | -                  | -                  | -           | -           | -           | 4      | 0      |        |
| Totale carriera  | Totale carriera  | Totale carriera  | 156+7      | 10         |                 | 9               | 0               |                    | -                  | -                  |             | -           | -           | 172    | 10     |        |